# National Bandy Association
National Bandy Association var det styrande organet för bandy i England. Huvudkontoret låg i staden Bury. National Bandy Association grundades 1891 i samband med att man enades om reglerna för bandy och den första regelboken skrevs.
1913 skickade man ett landslag till Davos för att delta i det första och hittills enda Europamästerskapet i bandy på stor is. England blev historiska Europamästare.
2010 bildades ett nytt bandyförbund i England, Bandy Federation of England.